# Anaxipha desjardinsii
Anaxipha desjardinsii är en insektsart som först beskrevs av Jean Guillaume Audinet Serville 1838.  Anaxipha desjardinsii ingår i släktet Anaxipha och familjen syrsor. Inga underarter finns listade i Catalogue of Life.